# Посольство России во Франции
Посо́льство Росси́йской Федера́ции во Францу́зской Респу́блике (фр. Ambassade de la Fédération de Russie à la République Française) — дипломатическая миссия Российской Федерации во Франции.
В 1717 году Пётр I подписал указ о создании первого посольства России во Франции, что послужило началом установления дипломатических отношений между двумя странами. С тех пор Франция неизменно остаётся одним из главных европейских партнёров России.
Дипломатические отношения между СССР и Францией были установлены 28 октября 1924 года.
Здание посольства расположено на бульваре Ланн (фр.  Lannes), являющимся частью Бульваров маршалов, в XVI-м округе Парижа. Здание посольства было построено в 1974—1976 годах по проекту архитекторов И. А. Покровского, А. В. Климочкина и Д. А. Лисичкина при участии инженера и девелопера Джорджа Вари (George Vari).